# El Buste
El Buste – gmina w Hiszpanii, w prowincji Saragossa, w Aragonii, o powierzchni 7,61 km². W 2011 roku gmina liczyła 82 mieszkańców.
Urodził się tu dyplomata papieski abp Sotero Sanz Villalba.